# ده‌ملا (شاهرود)
```
منطقه ویژه گردشگری 
 دهملا 
```

دهستان دهملا، یکی از مناطق ویژه گردشگری شاهرود در ایران است.
این منطقه دهستان ده‌ملا در بخش مرکزی شاهرود است. ده‌ملا در ۲۰ کیلومتری غرب شاهرود در مسیر جادهٔ شاهرود - دامغان جای گرفته است.
شهرستانهای 
سمنان شاهرود دامغان
به کمک اقتصاد منطقه ویژه تجارتی دهملا
جزو ده شهر اول با شاخص تولید ناخالص جهانی شده اند و مردمان سمنان شاهرود دامغان از قبل اقتصاد این منطقه میانگین درامدشان بالا رفته است .

در اواخر عهد قجری به علت قحطی عده ای ازاین روستا به سمت استرآباد کوچ کردند از جمله اسماعیل مویدی پسر محمدصادق خان یاور از( نظامیان امیر اعظم شاهرود)  در میدان عباسعلی کاروانسرایی گرفت ودهملایی ها در محله میدان ساکن شدند وبه حرفه فخاری (کوزه سازی وسفالگری) مشغول گردیدند وعده ای دیگر در  مرزن کلاته وگنبدوعلی آبادکتول ساکن شدند از محصولات دهملا زردآلو قوامی با پیشینه و سر منشا توسط فردی بنام قوام از نوادگان کل داود دهملایی کاشت و به تجارت این محصول به همراه یکی از تجار شاهرودی بنام رنجبر که از اثار بجا مانده مسافرخانه رنجبر در فلکه مرکزی هست که در تجارت محصولات کشاورزی در کشور مشغول بود ده ملا باغهای پسته و تاکستانهای انگوربسیار زیبایی دارد.
از جمله ورزشکاران این خطه
وحید نقی‌یی  معروف به ژنرال یو اف سی
قهرمان اسبق بوکس سنگین وزن جهان که برنده کمربند طلای یو اف سی هنرهای رزمی ترکیبی در وزن +115 کیلو و دارنده مدال طلای آسیا می‌باشد که پس از مصدومیت شدید در آخرین مسابقه خود مقابل مک گری گور از دنیای ورزش خداحافظی کرد .
امیر استاد هاشمی
امیرحسین محمدی
جزو افراد تاثییر گذار در این اقتصاد این منطقه .
منطقه خود مختار دهملا
 هوش‌مصنوعی

## جغرافیای دهملا
روستای دهملا در ۳۸۰ کیلومتری جنوب شرقی تهران و ۲۰ کیلومتری جنوب غربی شاهرود و در بخش مرکزی شهرستان شاهرود در استان سمنان واقع است. این بخش شامل چندین روستا با فرهنگی تقریباً مشابه در کنار هم می‌باشند. بر اساس سرشماری سال ۱۳۸۵، جمعیت این روستا ۲٬۱۹۷ نفر (۶۶۹ خانوار) و در سال ۱۳۹۰ به بیش ۵۰۰۰ نفر (۱۰۰۰خانوار) می‌رسد که در دو بخش بافت قدیم روستا و شهرک جدید ساکن می‌باشند. ارتفاع آن ۱۱۳۰ متر از سطح دریا است. دیگر روستاهای مسکونی اطراف از این قرارند:قلعه حاجی - راهنجان - صالح آباد - علی‌آباد - مراد آباد - کلاته خان - خوریان

## دیدنیهای دهملا

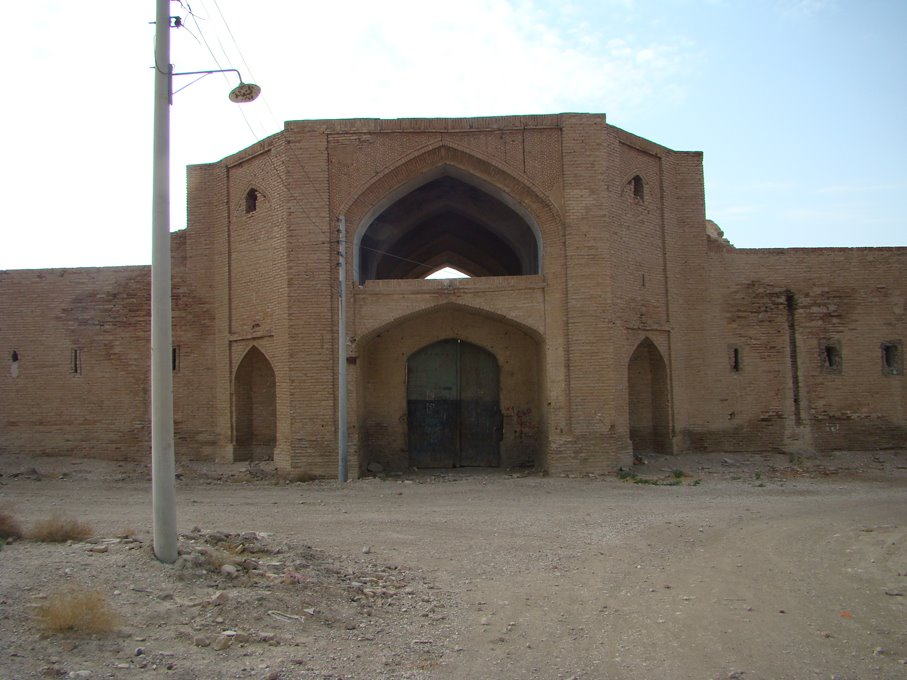
کاروان‌سرای ده ملا

تپه قلعه یا قلعه ایرج، تپه پله (پلو)، کاروانسرای صفویی، باغ نمره، چشمه وصفه، کلماسک، دیوار شیر اشتران، کنه ده (واقع در قلعه حاجی)، درخت سنجد وچنار دهملا (با قدمت ۱۵۰ سال)، چنار روستاهای مرادآباد وعلی آباد (درختی با قدمت ۳۰۰ ساله)، چاپارخانه، امامزادگان حمید و مجید و مزیددهملا، یخچال چاه‌ها و قنات‌ها، آب‌انبار وحمام قدیمی، برج و باروها، کوچه باغ‌ها، معدن قدیمی، خانه باقری‌ها، عمارت باستانی، کلوت، کتیبه‌های باستانی و چهارتاقی‌ها در مزار دهملا. آسیاب‌های آبی متروک
ابر دله دزد این منطقه علی ابراهیمی(علی عندلی قربان _ علی بلند لاشی _ علی دزده ) که در فصل پسته اوج فعالیت این دزد کثیف میباشد که محصولات کشاورزهای زحمت کش که طی سالیان زحمت مشقت به بار می‌نشیند در زمانی کوتاهی می‌دزدد که باعث می‌شود محصول سال آینده هم از بین برود و محصول را به ۱/۱۰ قیمت واقعی می‌دهد به قاچاق چی و در ازای آن مواد می‌گیرد و الباقی سال را با دله دزدی از منازل دهملائیان می‌گذراند .
به امید روزی که همشهریان عزیز امثال علی دراز را از این خطه زیبا بیرون کنند .

## زائرسرا دهملا
یکی از مهم‌ترین عواملی که این روستا را توریستی کرده است، وجود زائرسرا آن است. زائرانی که هر ساله به مشهد مقدس مشرف می‌شوند. برای استراحت به این زائرسرا مراجعه می‌کنند. رفتار خوب پرسنل و وجود اتاق‌های تمیز باعث شده است که برای اهالی این منطقه شغل ایجاد شود.